# Cerrito del Tepeyac
Cerrito del Tepeyac är en ort i Mexiko.   Den ligger i kommunen Tula de Allende och delstaten Hidalgo, i den sydöstra delen av landet, 70 km norr om huvudstaden Mexico City. Cerrito del Tepeyac ligger 2 282 meter över havet och antalet invånare är 147.
Terrängen runt Cerrito del Tepeyac är platt österut, men västerut är den kuperad. Cerrito del Tepeyac ligger uppe på en höjd. Runt Cerrito del Tepeyac är det ganska tätbefolkat, med 160 invånare per kvadratkilometer. Närmaste större samhälle är Colonia Santa Teresa, 18,0 km söder om Cerrito del Tepeyac. Trakten runt Cerrito del Tepeyac består i huvudsak av gräsmarker.